# Puccinia graminis
La ruggine del grano è un'avversità causata dal fungo Puccinia graminis Pers., (1794).

## Biologia
La P. graminis presenta molte altre forma specialis, che si caratterizzano per infestare determinate piante ospiti.
- Puccinia graminis f. sp. avenae, avena
- Puccinia graminis f. sp. dactylis
- Puccinia graminis f. sp. lolii
- Puccinia graminis f. sp. poae
- Puccinia graminis f. sp. secalis, segale, orzo
- Puccinia graminis f. sp. tritici, grano, orzo

Come altre specie del genere Puccinia, la P. graminis ha un complesso ciclo biologico che comprende l'alternarsi di generazioni.
Il P. graminis è un fungo uredinale eteroico con un ciclo di vita su due ospiti con cinque tipi di sporulazione:  basidiospore (monocariotiche), picnidiospore (spermazi aploidi), ecidiospore (dicariotiche), uredospore (dicariotiche) e teleutospore (prima dicariotiche, poi diploidi e infine, in seguito a meiosi, aploidi).

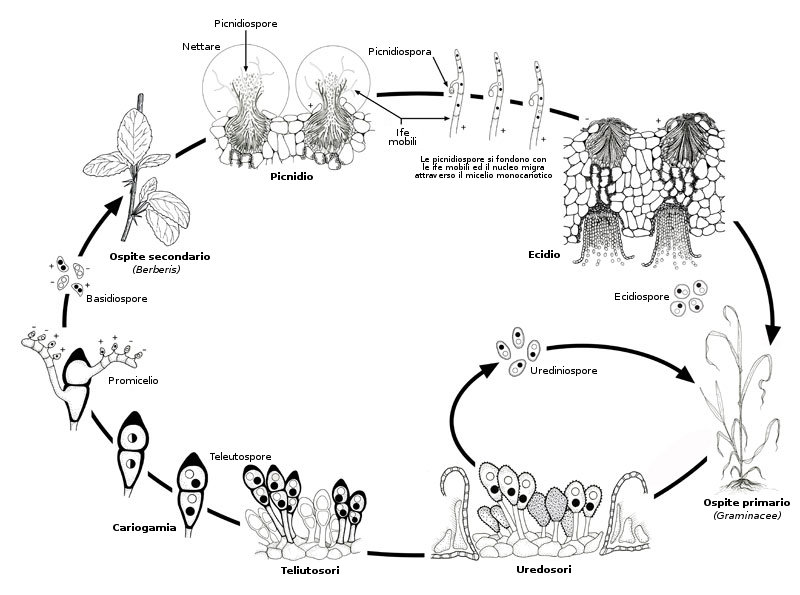
Ciclo biologico di Puccinia graminis.

Le basidiospore si sviluppano nella primavera sull'ospite secondario Berberis vulgaris. Tramite un micelio parassita intercellulare, le basidiospore inseriscono nelle foglie i tubetti germinativi con cellule aploidi uninucleate. Ogni micelio, che è stato prodotto da una basidiospora, produce dei picnidi (sacche ad anfora) sulla parte superiore delle foglie. In prossimità della faccia inferiore sviluppa una serie di ife subsferiche che formano successivamente l'ecidio.

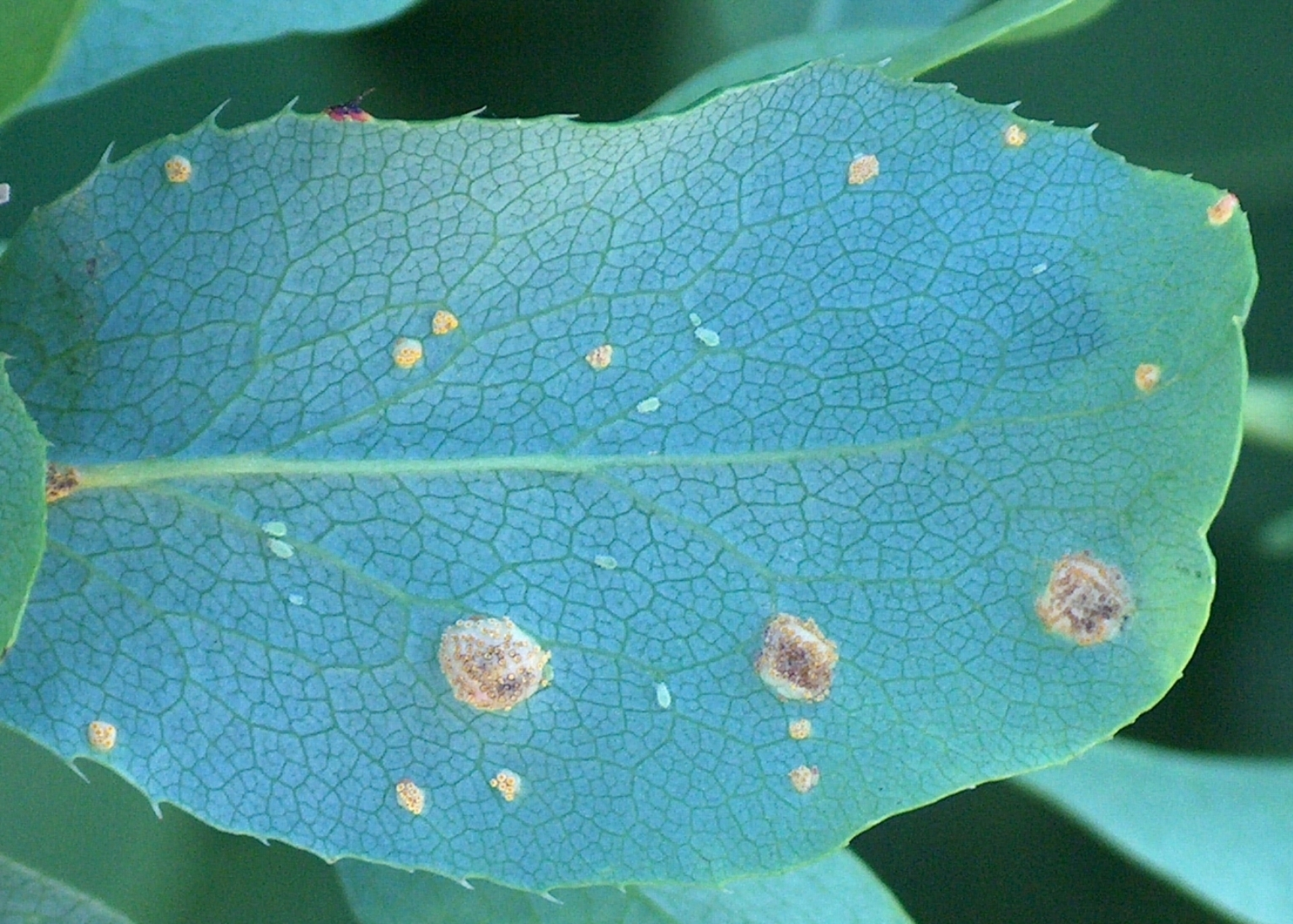
Ecidio di Puccinia graminis sulla pagina inferiore di una foglia di Berberis vulgaris.

I picnidi avviano la fase sessuata trasferendo i nuclei attraverso la picnidiospora (spermazi uninucleati).
Un picnidio sviluppa anche delle ife ricettive sulla foglia che si fondono con gli spermazi, di segno opposto, trasportati dal vento o dagli insetti. Dato che le ife non presentano setti divisori con i nuclei corrispondenti delle picnidiospore, gli spermazi vengono trasportati fino al nucleo che diventa dicariotico.
Le cellule diventate dicariotiche si trasformano in ecidi che si aprono sulla faccia inferiore della foglia rilasciando filamenti di ecidiospore dicariotiche che possono essere sparse dal vento.

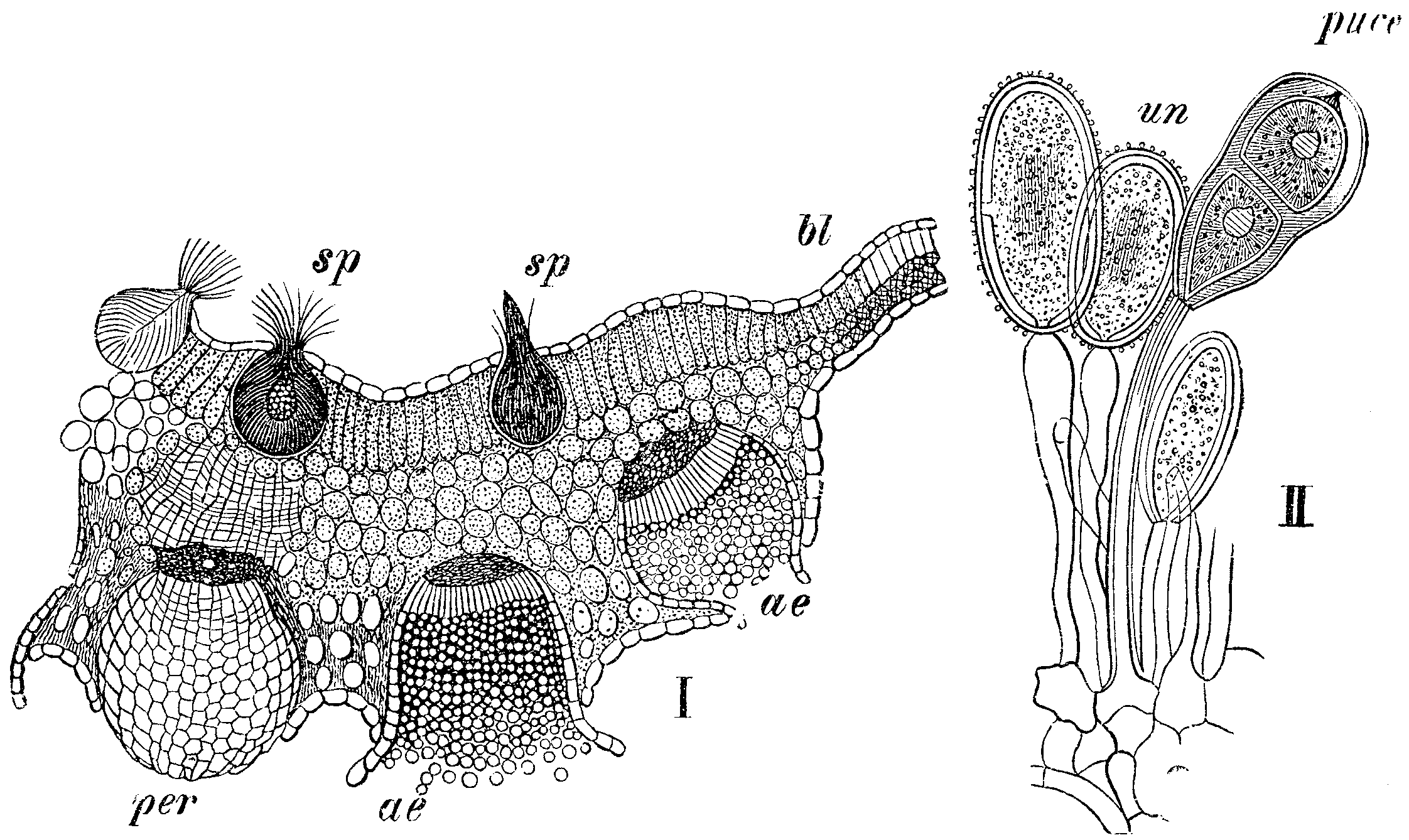
Legenda: sp picnidio, bl sezione di foglia di Berberis vulgaris, per ifa, ae ecidio, un uredospora, puce teleutospore.

 Con la formazione delle ecidiospore cambia l'ospite, poiché le ecidiospore sono in grado di infettare solo le graminacee bersaglio della specie.
le ecidiospore penetrano attraverso le aperture stomatiche formando un micelio intercellulare dicariotico che forma successivamente dei conidi dicariotici detti uredospore.
Le uredospore sviluppandosi in ife raggruppate in sori (uredosori) allineati di color ruggine, lacerano la superficie della pianta fuoriuscendo.
Le uredospore propagano l'infezione nella stagione estiva, raggiungendo altre piante e formando nuovi uredosori.
Con l'autunno, negli uredosori, il micelio dicariotico produce le teleutospore bicellulari dove si fondono due nuclei (cariogamia). L'aspetto esteriore di questa nuova fase di sporulazionione è rappresentato da pustole brune e polverulente.
Le teleutospore sono adattate a superare, in quiescienza, i rigori dell'inverno avendo una spessa parete cellulare che le protegge.

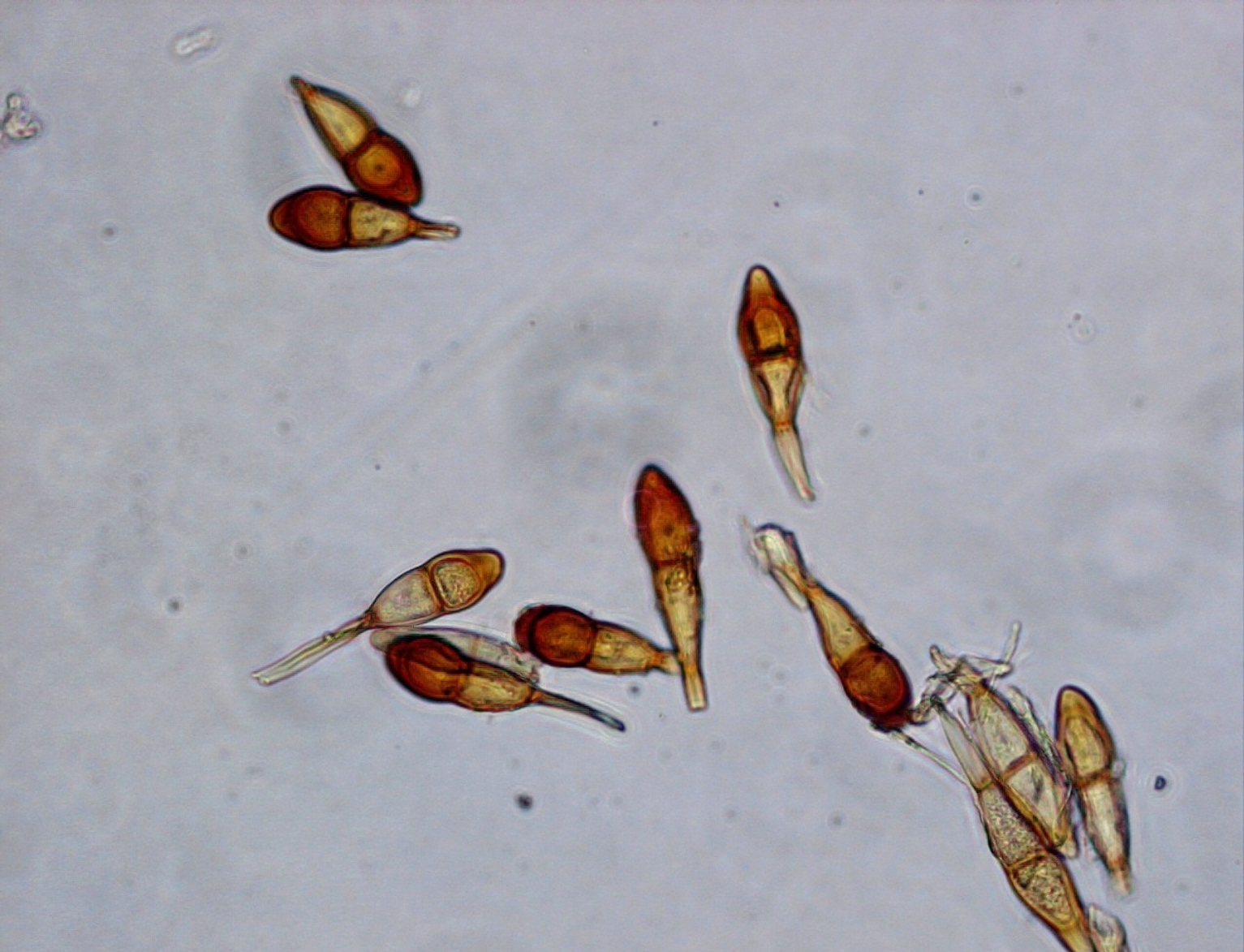
Teleutospore di Puccinia graminis.

All'arrivo della primavera le teleutospore, attraverso la meiosi, formano un basidio tubolare che esce attraverso un foro germinativo preesistente.
Il basidio contiene quattro nuclei aploidi separati da setti. Ciascuno forma una basidiospora che si stacca e viene trasportata dal vento su di una nuova pianta bersaglio di Berberis vulgaris.

## Storia
I due italiani Fontana e Tozzetti per primi descrissero il fungo della ruggine del grano nel 1767. La ruggine del grano fu studiata anche da Giuseppe Maria Giovene (1753-1837) nel suo lavoro Lettera al dottor Cosimo Moschettini su la ruggine.
I progenitori della ruggine del grano si sono sviluppati per milioni di anni sulle graminacee selvatiche e sui campi di grano dagli albori della loro coltivazione. 
Secondo le stime di Jim Peterson, professore di genetica presso la Oregon State University, "La ruggine del grano ha distrutto più del 20% dei raccolti di grano negli Stati Uniti diverse volte fra il 1917 ed il 1935, e le perdite hanno raggiunto il 9% due volte negli anni '50", con l'ultima epidemia registrata nel 1962 che distrusse il 5.2% dei raccolti.

## Fitopatologia
La ruggine del grano attacca la parte aerea della pianta. Il vento trasporta le spore che, se condizioni climatiche lo consentono, sviluppano delle galle ellittiche dette uredia. Le piante colpite si sviluppano meno e si rachitizzano, in caso di forte sviluppo del parassita, la pianta può morire.